# The Moon (película de 2023)
The Moon (en hangul, 더 문; romanización revisada, Deo Mun) es una película de ciencia ficción surcoreana de 2023, escrita y dirigida por Kim Yong-hwa, y protagonizada por Sol Kyung-gu, Do Kyung-soo y Kim Hee-ae. Se estrenó el 2 de agosto de 2023.

## Sinopsis
La primera misión tripulada de Corea del Sur a la luna termina en un trágico desastre cuando se produce una explosión a bordo. Cinco años después, se lanza con éxito un segundo vuelo espacial tripulado: la nave espacial de exploración lunar Woori, rodeada de grandes expectativas, se enfrenta a una gran crisis debido a vientos solares inesperados. Seon-woo, el miembro más joven de la tripulación de exploración de nuestra nave, es el único superviviente, pero queda en el espacio imposibilitado de hacer retorno. Ante otra catástrofe fatal, el Centro Espacial Naro recurre a su ex director general Kim Jae-guk para que le ayude a traer a Sun-woo de regreso a casa sano y salvo.

## Reparto
- Sol Kyung-gu como Kim Jae-guk, el exdirector del centro espacial.[3][4][5]
- Do Kyung-soo como Hwang Sun-woo, un miembro de la tripulación espacial.[3][6][7]
- Kim Hee-ae como Yoon Moon-young, directora general de la estación espacial de la NASA y exmujer de Jae-guk.[8][9][10]
- Jo Han-chul como Ministro de Ciencia y Tecnología.[11][12]
- Park Byung-eun como Jeong Min-gyu, el actual director del centro espacial.[13][14]
- Choi Byung-mo como Oh Kyu-seok, viceministro.[14][15]
- Hong Seung-hee como Han-byeol, una pasante que trabaja con Jae-guk y el equipo de observación astronómica del Observatorio Sobaeksan.[14][16][17]
- Choi Jung-woo como el presidente de la República de Corea.
- Paul de Havilland como el director general de la NASA.
- Baek Seung-chul.
- Han Soo-hyun como FDO.
- Yum Ji-young como TELMU.

### Apariciones especiales
- Kim Rae-won como Lee Sang-won, miembro de la tripulación de la nave Woori con Hwang Sun-woo.[18][19][20]
- Lee Yi-kyung como Cho Yoon-jong, miembro de la tripulación de la nave Woori con Hwang Sun-woo.[19][20]
- Lee Sung-min como Hwang Kyu-tae, el padre de Hwang Sun-woo, que participó en el proyecto Naraeho con Jae-guk cinco años atrás.[21][20]
- Park Yoo-ra como locutora.

## Producción
El filme contó con un presupuesto de 28 000 millones de wones, y fue producido por Vlad Studio. El director es Kim Yong-hwa; es el séptimo largometraje de su carrera, que cuenta con éxitos de taquilla como Along with the Gods: the Two Worlds y su continuación Along with the Gods: the Last 49 Days. Es la primera colaboración entre el director Kim y Sol Kyung-gu, y también la primera vez en que este trabaja con Kim Hee-ae a pesar de la larga carrera de ambos.
The Moon es la primera película surcoreana producida completamente en resolución 4K. También se ha tratado de imprimir el máximo realismo al diseño de sonido, teniendo en cuenta que no se propaga en el espacio pero sí en presencia de aire. Además del director, Kim Yong-hwa es el guionista; cuando escribió la historia, según ha declarado, aún no podía imaginar el éxito del primer orbitador lunar surcoreano Danuri. Por tanto, la premisa del filme se ha convertido en una historia ya cercana a la realidad.Por otra parte, el director declaró durante la presentación a la prensa que no era inferior a producciones de Hollywood como Interstellar.
El rodaje comenzó el 6 de junio de 2021 y concluyó en octubre del mismo año. Do Kyung-soo tuvo que usar durante el mismo un pesado traje espacial en pleno verano. Casi no hubo escenas compartidas con Sol Kyung-hu, solo algunas de flashback y las secuencias del final; la mayor parte del tiempo actuó solo. Ese también fue el caso de Park Byung-eun.
El 4 de mayo de 2023 se anunció la fecha del estreno y se difundieron un cartel y un avance de lanzamiento. El 27 de junio se presentó la producción en el centro comercial CGV Yongsan I'Park en Ichon-dong, Yongsan-gu.El 14 de julio se publicaron algunos fotogramas del filme. El 25 del mismo mes se presentó en el hotel Times Plaza Yeongdeungpo, Seúl.

## Estreno y recepción
La película se estrenó el 2 de agosto de 2023 en 1187 salas; se vendieron 516 556 entradas, que dejaron una taquilla del equivalente en wones a 4 millones de dólares, por lo que no logró amortizar la inversión. Quedó por este concepto en la decimoctava posición entre las películas surcoreanas estrenadas en el año. Tras este recorrido en sala, llegó al mercado de vídeo bajo demanda el 25 de agosto, solo veintitrés días después de su estreno.
En el ámbito internacional, The Moon se estrenó en Estados Unidos el 18 de agosto de 2023. Además, ha logrado la reventa en otros 154 países.
El resultado comercial resultó, pues, muy por debajo de las expectativas. El director Kim Yong-hwa había reunido a diez millones de espectadores con las dos entregas de Along with the Gods en 2017 y 2018. La acogida dispensada por el público no fue buena: aunque la realización y los efectos especiales fueron bien valorados, no sucedió lo mismo con la trama, considerada por muchos excesivamente simple y llena de clichés. La reacción del director Kim achacando el fracaso a la actitud equivocada del público («volveré con una película espacial aún mejor cuando nuestro país se convierta en una cultura que respete más la ciencia y la tecnología»), fue motivo de rechazo. Según el crítico de cine Kim Do-hoon, «la era en la que el público que veía películas de ciencia ficción de Hollywood similares [...] iba a ver una película sólo porque "Corea lo hizo" ya ha terminado [...] Sin desarrollar una historia creativa, el público se perderá». Este mal resultado, en todo caso, debe verse en un contexto en que ha bajado notablemente la asistencia a las salas desde el estallido de la pandemia de Covid-19. En 2023 han sido muy pocos los títulos que han superado el millón de espectadores.
Kim Shin (Cine 21) escribe que si «tuvo un mal desempeño tanto en crítica como en taquilla es por los matices familistas y nacionalistas que rodean la película [...] el nacionalismo ya no se acepta efectivamente como código de taquilla. En algún momento, la supremacía nacional de las películas de gran éxito parece haber perdido su atractivo». Los lugares de cohesión nacional que triunfaban en la década de los diez, como los tribunales (The Attorney, I Can Speak), han sido sustituidos por escenarios de ruinas al margen de la ley o donde el Estado está ausente (Time to Hunt, Península, Concrete Utopia). Aunque The Moon intenta reflejar esta nueva coyuntura, por ejemplo en el personaje del incompetente ministro de Ciencia y Tecnología, no logra abrazarla por completo: «se acerca más a un espectáculo de entretenimiento temporal construido a partir de la realidad de una nación que sólo existe de nombre».

## Premios y nominaciones
| Año  | Premios                      | Categoría                       | Candidato                     | Resultado | Ref.          |
| ---- | ---------------------------- | ------------------------------- | ----------------------------- | --------- | ------------- |
| 2023 | Grand Bell Awards            | Mejor actor                     | Doh Kyung-soo                 | Nominado  | [ 32 ]        |
| 2023 | Grand Bell Awards            | Mejor dirección artística       | Hong Ju-hee                   | Nominado  | [ 33 ]        |
| 2023 | Grand Bell Awards            | Mejor fotografía                | Kim Young Ho                  | Nominado  | [ 33 ]        |
| 2023 | Grand Bell Awards            | Mejores efectos visuales        | Jin Jong Hyun                 | Nominado  | [ 33 ]        |
| 2023 | Grand Bell Awards            | Mejor sonido                    | Choi Tae-young                | Nominado  | [ 33 ]        |
| 2023 | 32.º Buil Film Awards        | Mejor actor                     | Doh Kyung-soo                 | Nominado  | [ 34 ] [ 35 ] |
| 2023 | 32.º Buil Film Awards        | Mejor fotografía                | Kim Young Ho                  | Nominado  | [ 34 ] [ 35 ] |
| 2023 | 32.º Buil Film Awards        | Premio de arte/técnica          | Jin Jong Hyun (VFX)           | Ganador   | [ 34 ] [ 35 ] |
| 2023 | 32.º Buil Film Awards        | Premio Estrella del Año         | Doh Kyung-soo                 | Ganador   | [ 34 ] [ 35 ] |
| 2023 | 44.º Blue Dragon Film Awards | Mejor actor                     | Doh Kyung-soo                 | Nominado  |               |
| 2023 | 44.º Blue Dragon Film Awards | Mejor fotografía e iluminación. | Kim Young-ho, Hwang Soon-wook | Nominado  |               |
| 2023 | 44.º Blue Dragon Film Awards | Premio al mejor técnico         | Jin Jong Hyun (VFX)           | Ganador   | [ 36 ]        |